# 東北凶作

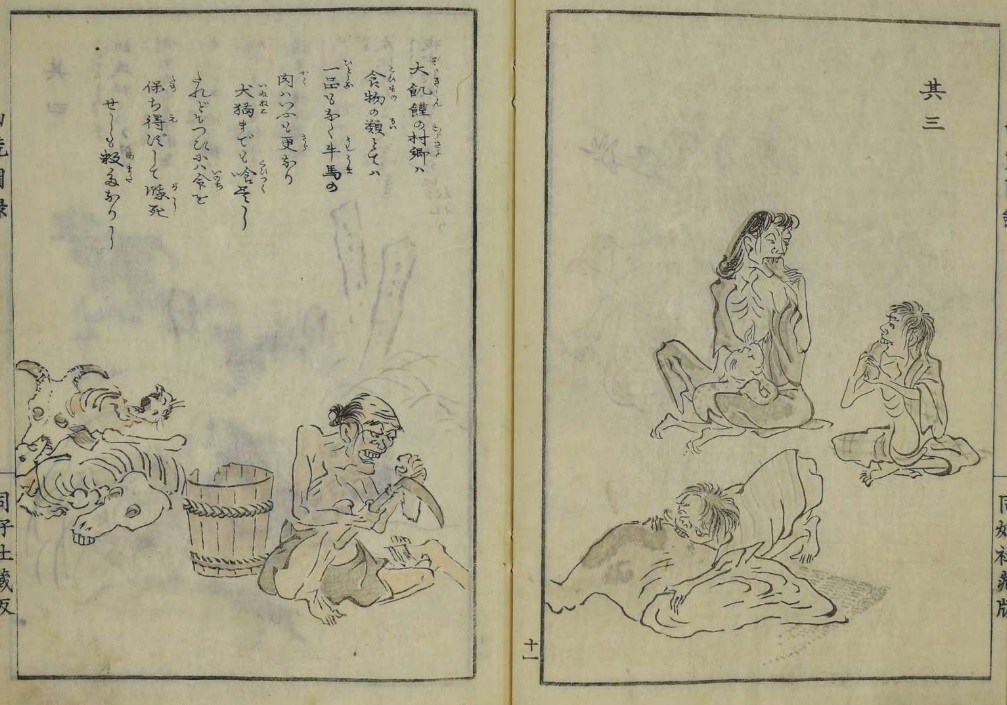
天明の大飢饉

東北凶作（とうほくきょうさく）とは、東北地方を襲った冷害・凶作のこと。

## 概要
東北地方は歴史上、やませなどの影響で繰り返し冷害・凶作に見舞われてきた。江戸時代の天明のころから昭和の初めにかけてはしばしば冷害による凶作が発生。天明2年（1782年）から天明7年（1787年）にかけて発生した天明の大飢饉は、江戸時代最悪の飢饉といわれ、奥羽地方・関東地方を中心に甚大な被害をもたらし、餓死者・病死者は全国で90万人を超えた。天保4年 - 天保7年（1833年 - 1836年）に発生した天保の大飢饉でも、東北地方で農民が多数餓死し、深刻な被害となった。明治以後では、明治2年、明治35年（1902年）、明治38年（1905年）、大正2年（1913年）、昭和9年（1934年）、昭和16年（1941年）、昭和20年（1945年）などの凶作が知られ、特に明治38年と大正2年の凶作は被害が深刻であった。なお、八戸では飢饉のことを「けがじ」という。

## 凶作の期間
近藤(1985)による。
- 元禄5年〜16年（1692年〜1703年） → 元禄の飢饉
- 延享4年〜宝暦7年（1747年〜1757年） → 宝暦の飢饉
- 天明3年〜6年（1783年〜1786年） → 天明の飢饉
- 天保4年〜9年（1833年〜1838年） → 天保の飢饉
- 1902年〜1913年（明治35年〜大正2年） → #1905年の大凶作
- 1931年〜1945年（昭和6年〜20年）→ #1934年の大凶作
- 1980年～？（昭和55年～？）

## 20世紀以降の大凶作

### 1905年の大凶作
1905年（明治38年）の大凶作・大飢饉は「天明以来の大飢饉」といわれ、被害は特に岩手県・宮城県・福島県で甚大であった。

### 1934年の大凶作
1934年〜1935年（昭和9年〜昭和10年）にも、青森県・岩手県・宮城県を中心とする東北地方で大凶作が発生した。昭和8年（1933年）から大雪となり、さらに昭和9年7月末から冷害により大凶作となった。このため東北6県の作付け面積の96%が被害を受け、収量は平年作の約6割にとどまった。
この大凶作は昭和恐慌と重なったため、都市部の大失業と所得減少、都市住民の帰農による人口圧力などによって農村経済は疲弊、農家の家計は窮乏化し、東北地方や長野県などでは、若い女性の身売りが起こり、欠食児童が続出し、二・二六事件の背景にもなった。これは、世界恐慌からはじまるブロック経済の進展などもあいまって、満州事変から始まる15年戦争につながる背景ともなった。

### 1993年の大凶作
飽食の時代に発生した大凶作である。